# Convento de San Francisco de Asís (Gerona)
El convento de San Francisco de Asís (en catalán: convent de Sant Francesc d'Assís) fue un convento franciscano de la ciudad de Gerona, los pocos restos que quedan de este están protegidos como Bien Cultural de Interés Nacional. Del antiguo convento de San Francisco, la iglesia del cual fue consagrada en el año 1368, quedan solo unos cuantos arcos del claustro gótico, integrados en construcciones posteriores de la Avenida de San Francisco y de la Calle Nueva de Gerona. Algunos de los arcos son visibles gracias al cuidado de los propietarios de algunos establecimientos comerciales, que los han incorporado en sus locales.
Quedan también algunos elementos dispersos, trasladados de su lugar original: en la Casa Solterra, sede del Servicio Territorial de Cultura de la Generalidad de Cataluña, en la Calle Ciudadanos, y cuatro arcos más del atrio de la Iglesia de S'Agaró.
Presumiblemente, estas piezas provienen del antiguo claustro del convento de San Francisco, situado en la Calle Nueva de Gerona y que con el proceso de apertura de la calle y la desamortización fue totalmente derribado.

## Actividad
La fundación de este convento data del primer cuarto del siglo XIII, creciendo gradualmente en relevancia. En el siglo XIV se reedificó la Iglesia, que fue consagrada por el Obispo de Gerona Ènnec de Vallterra, el 4 de junio de 1368. En el año 1666, el Papa Alejandro VII incorporó este templo a la Archibasílica de San Juan de Letrán, concediéndole las mismas indulgencias. 
Cuando los Hermanos menores de la regular observancia se separaron de los Franciscanos conventuales, estos últimos conservaron el convento donde residieron hasta el año 1566, cuando el Papa Pío V donó el convento a los Hermanos menores.
En la biblioteca, en la época en que Villanueva visitó el convento a principios del siglo XIX, se encontraban algunas raras obras castellanas del siglo XVI y algunas ediciones de incalculable valor datadas del siglo XV, entre los que figuran las obras De Propietatibus rerum de Bartolomeo Ánglico (impreso en el año 1482, en Verona), las Etimologías de San Isidoro (París, 1499), el Modus Vivendi de Bernardo de Claraval (1482), el Mammotrectus super Bibliam de Johannes Marchesinnus (Nuremberg, 1489), las Epístolas Familiares de Cicerón (1481), la colección de obras de San Jerónimo, la primera parte de la Summa Theologica de Santo Tomás de Aquino. También contenía diversos manuscritos datados del siglo XIII y muchos pergaminos que habían sido trasladados al convento de los Remedios de Vich.
A principios del siglo XIX la comunidad religiosa de este convento estaba formada por unos setenta frailes, un número estable en el año 1830, poco antes de la exclaustración, en el cual se contaban con veinticinco sacerdotes, siete coristas estudiantes de teología, ocho coristas estudiantes de filosofía, diez legos, ocho novicios y tres postulantes, en total sesenta y uno.

## Historia

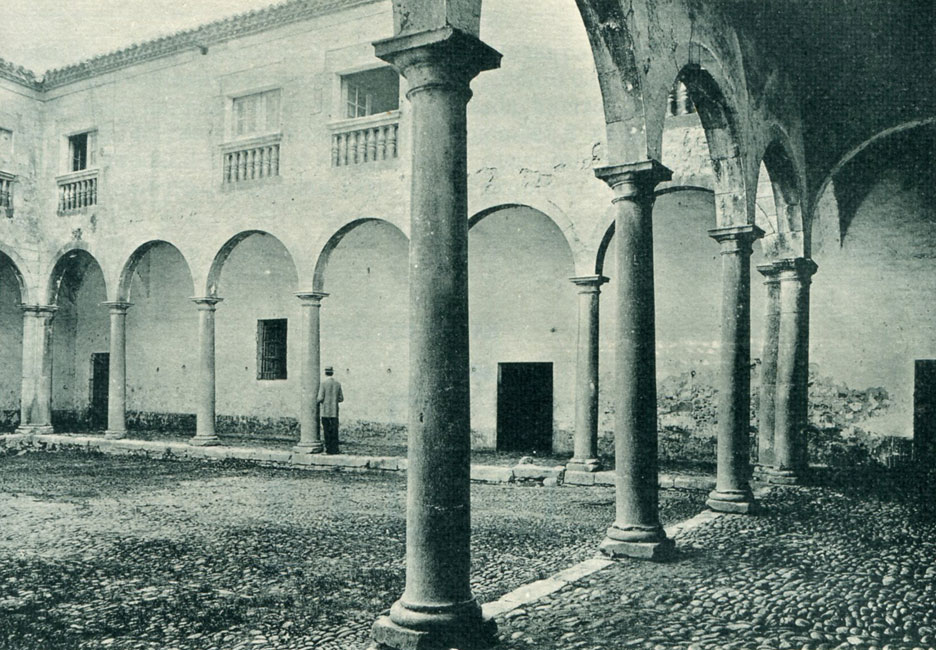
Claustro del convento de San Francisco de Asís de Gerona

La existencia de los Frailes Menores en Gerona data del año 1222, aún en vida del fundador de la Orden Franciscana (San Francisco fallecería el 3 de octubre de 1226), mediante una venda realizada por Pedro Oller al Guardiàn de los Frailes Menores.
No obstante, el convento no fue fundado hasta el año 1232, cuando Bernardo Esteve, canónigo de Gerona, ofreció unas tierras, casas y huerto al lado de la zona del Mercadal para la construcción de una iglesia y de un monasterio en honor a San Francisco de Asís.
La tradición franciscana en Gerona ya existía, pero la familia Guerau reclamaba el honor de haber ofrecido hospitalidad al santo cuando este visitó Gerona (viajó a la península ibérica entre los años 1213 y 1215), esta relación con San Francisco les daba prestigio, lo que causó que más tarde reivindicaran privilegios especiales por parte de la Orden.
Algunos años más tarde, Francesc Eiximenis (Gerona, 1327/32 - Perpiñán, 1409), el franciscano gerundense más conocido, cita la llegada de San Francisco a la ciudad. Esto muestra que la tradición local de inicios del siglo XIII, referente a la estancia del santo, aún se encontraba muy viva un siglo y medio más tarde.
El hecho de que la familia Guerau hubiera hospedado a San Francisco, animó a otros ciudadanos a hospedar a los primeros seguidores, que en aquella época aún no habrían tenido los recursos económicos para poder construir un convento propio. Esta actitud, costumbre propia de otros lugares, no tiene evidencia documental en Gerona.
No consta que existiera en la zona ningún convento ni establecimiento religioso anterior al que se originó con la ya nombrada venda de propiedades del año 1222. Sí que se sabe que unos cuantos frailes vivieron en esta zona y que tuvieron trato directo con los ciudadanos, ciudadanos que más tarde los dotaron con las tierras y el apoyo económico necesarios para edificar un convento.
Las epidemias que afectaron a la ciudad también lo hicieron en el convento, pero en el año 1399 aún vivían una treintena de frailes presididos por un superior, que asistieron a la población más necesitada de la ciudad durante las epidemias. A pesar de esta asistencia caritativa, las buenas relaciones de los frailes franciscanos con las familias gerundenses más ricas era bien conocida. 
Entre los años 1249 y 1252 los franciscanos compraron unos huertos que eran propiedad de Bernardo Ramón de Dios, el judío Salomón y Pedro Oller, en el huerto entonces conocido como de Fontanillis, entre la actual Calle Nueva y la Avenida de San Francisco. Los frailes querían los huertos para ampliar su convento y construir una plaza, actualmente una avenida.
En los siglos XVI y XVII, Gerona era una pequeña ciudad episcopal, con poco más de 6.000 habitantes, de los cuales 500 eran clérigos regulares y seculares. En el momento de la expulsión el monasterio contaba con ochenta miembros. A principios del siglo XVIII, mientras la población de la ciudad se había estancado en 4.650 habitantes, había aumentado el nombre total de eclesiásticos, junto con sus familiares, hasta el número de 707.
En el siglo XVII, se encontraba allí la Cofradía de San Jorge de la nobleza del Principado de Gerona y la de la Madre de Dios de la Esclavitud.
En el año 1809, el convento sufrió las consecuencias de la ocupación francesa y fue utilizado como prisión. Como consecuencia de la misma Guerra de la Independencia Española, la comunidad de San Salvio de Cladells, también franciscana, situada en Santa Coloma de Farnés, se refugió en el convento gerundense.
Después de la exclaustración del convento, la huerta fue arrendada al industrial Juan Planas i Fàbrega, hasta que el 10 de mayo de 1840, Juan Carbó de Cassá de la Selva obtuvo, por medio de una subasta pública, todo el edificio del convento: la iglesia, los claustros, el patio, la huerta y el resto de edificaciones, derechos, usos y servicios.
La desamortización del convento y su destinación a manos privadas permitió ampliar el aprovechamiento de la acequia Monar para fines industriales, con la instalación de nuevas fábricas y dio lugar a la construcción de la Calle Nueva, entre los años 1842 y 1846, construida según el proyecto del arquitecto municipal Bruno Barnoya.
La zona del convento concentró cuatro de las cinco fábricas más importantes de Gerona: dos de hilados y tejidos de algodón, la fábrica papelera La Gerundense y la Fundición Planas.

## Arquitectura

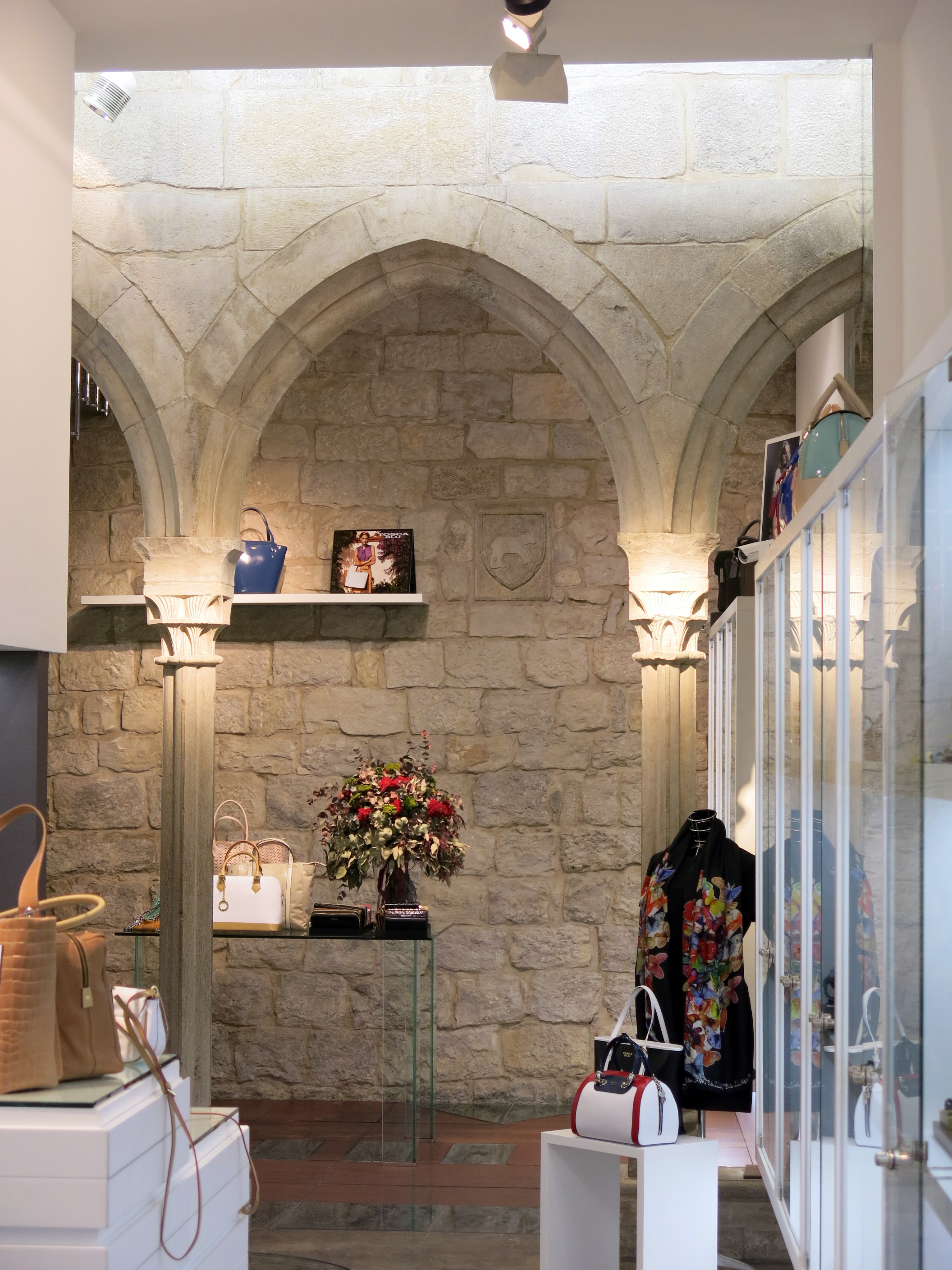
Restos del claustro del Convento de San Francisco de Asís de Gerona

Su iglesia constaba de una sola nave gótica con varias capillas independientes, estando la capilla del Santísimo Sacramento detrás del altar mayor. Disponía de un retablo de estilo barroco revestido de curvas y volutas. En el piso bajo tenía dos puertas en cada lado. En el segundo nivel se encontraba un gran nicho central con tres columnas en cada lado guarnecidas de hojas, este nicho contenía la imagen de San Francisco de Asís y otros dos santos en los intercolumnios. El tercer piso constaba de un solo nicho con la imagen de la Inmaculada Concepción. También contenía varios retablos laterales.
En la sacristía se encontraban dos bustos de las santas Odilia de Alsacia, Natalia y Úrsula. En ella también se encontraban las reliquias que la reina Elisenda de Moncada, esposa de Jaime el Justo, regaló al convento durante el año 1357 y que fueron expoliadas durante la Guerra de la Independencia Española, cuando los franceses abrieron la sacristía para robar la plata.
A la iglesia se accedía por tres puertas. La principal en la fachada del edificio, la del Lado del Evangelio, que estaba orientada al norte, y otra que daba al claustro. Dos de estas puertas fueron instaladas en al Museo Provincial de Antigüedades de Gerona. También disponía de un gran órgano y un osario de estilo gótico, que se conservaba en el Museo Provincial de Antigüedades.
Al este de la Iglesia se encontraba un claustro de unos diez metros de largo. La galería lucía un techo artesonado y estaba formada por arcos ojivales, apoyados en esbeltas columnas de sección cuadriculada, proveídas de sencillos capiteles y bases, parecidos a los del claustro del Monasterio de Santa Ana de Barcelona. El piso alto del claustro estaba formado por una galería de toscos arcos ojivales sobre columnas de sección octogonal. En este claustro se encontraba una pequeña capilla que contenía una escultura en alabastro de la Virgen María embarazada, de estilo gótico. En esta capilla, los hermanos celebraban una misa diaria.
Tanto en la iglesia como en el claustro se encontraban diversos sepulcros e inscripciones. En la Capilla de San Martín se encontraba el sepulcro de piedra de Godofredo Gilabert de Cruïlles, Gran Almirante del ejército del Rey de Aragón, que falleció durante la expedición llevada a cabo contra los musulmanes de Gibraltar, en el año 1339. Delante de este sepulcro se encontraba otro, perteneciente al hijo de Godofredo, que falleció durante el asedio de Alguer en Cerdeña, en el año 1354. También se encontraba grabada una notable inscripción bilingüe que servía para las reuniones del capítulo:
"Seyer A. Rafart en la tomba present soterrat aporta de la Ciutat de Napols los lopins primerament en aquest Bisbat, de la qual cosa ses seguit gran profit á tota la comunitat. Requiescat in pace ejus anima per secula cucta. Amen Fo dels lopins la sement V migeres solament."
"Seyer A Rafart. En la tumba presente enterrado, aporta de la ciudad de Nápoles, los altramuces primero en este Obispado, de la cual cosa se ha aprovechado toda la comunidad. Requiescat in pace ejus anima secula cucta. Amen. Trajo la simiente de los Altramuces y éstos crecieron solos".
Al oeste del edificio se encontraba el refrectorio, perpendicular al eje de la iglesia. Esta sala, cubierta con arcos ojivales, era de planta rectangular con un techo alto cubierto por un arco apuntado dividido en ocho compartimientos con sus respectivas lunetas. Este techo ha sido comparado con el del Hospital de la Santa Cruz de Barcelona.
En la parte trasera del convento se extendía la huerta, delimitando la extensión de los edificios y huerto de La Gerundense por el norte, por el este tocando al río Oñar hasta la penúltima casa de la Calle Isabel II, por el sur hasta la Plaza del Grano, oficialmente llamada de San Francisco; y por el oeste hasta la Calle de la Industria. Atravesaban los terrenos conventuales el canal y los tres saltos de agua que proveían de fuerza hidráulica a las fábricas mencionadas anteriormente.